# Шкода 200 РС
Шкода 180/200 РС су били прототип тркачких аутомобила Шкода изведени од Шкоде 110 Р. Промене су се тицале моћног мотора запремине 1,8 л и 2.0 л, задња осовина са Порше мењачем и споља ниским кровом, без браника и повећан распон точкова. Произведена су два 200 РС и један 180 РС. Максимална брзина је била 210 км/х за 180 РС и 250 км/х за 200 РС.
У част Шкоди 200 РС, радионица Хоффманн&Новагуе је 2016. године направила чешки ХН Р200 суперспорт. 